# Jeffrey B. Harborne
Jeffrey Barry Harborne (né le 1er septembre 1928, à Bristol – décédé le 21 juillet 2002) est un chimiste britannique spécialiste en phytochimie. 

## Biographie
Il est Professeur de Botanique à l'Université de Reading, de 1976 à 1993, puis Professeur émérite. Il a contribué à la rédaction de plus de 40 livres et à 270 articles scientifiques. Il fut pionnier dans le domaine de la biochimie écologique, en particulier dans l'étude des interactions complexes entre les plantes, les microbes et les insectes. 

## Publications
- (en) Bate-Smith E.C. & Harborne J.B., 1969. Quercetagetin and patuletin in Eriocaulon. Phytochemistry, Volume 8, Issue 6, June 1969, pp. 1035-1037, DOI 10.1016/S0031-9422(00)86351-7.
- (en) Smith D.M., Glennie C.W. & Harborne J.B., 1971. Identification of eupalitin, eupatolitin and patuletin glycosides in Ipomopsis aggregata. Phytochemistry, volume 10, issue 12, page 3115, DOI 10.1016/S0031-9422(00)97361-8.
- (en) Harborne J.B., 1993. The Flavonoids: Advances in Research Since 1986. CRC Press.